# Hauptzollamt (Linz)

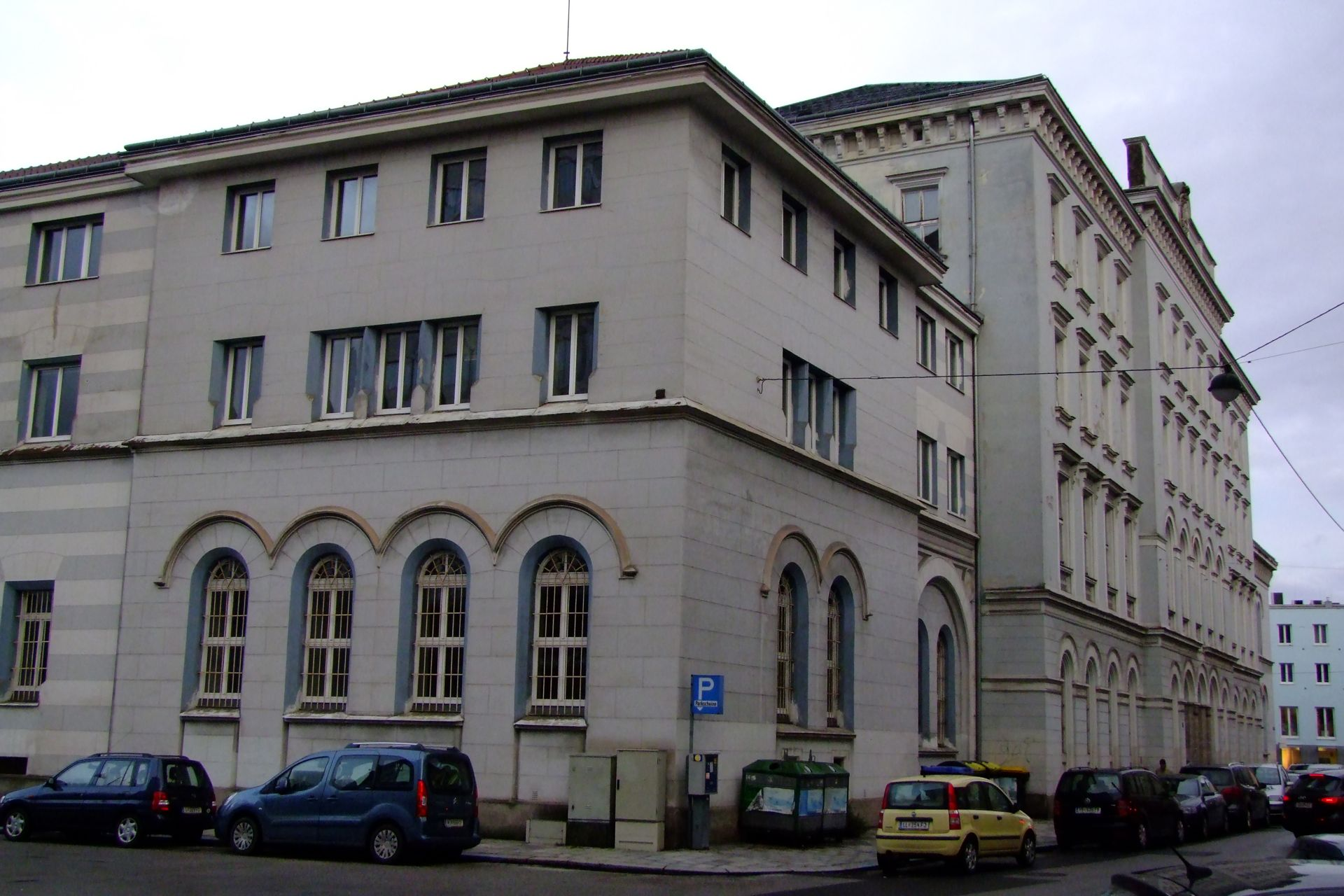
Hauptzollamt (vor der Renovierung)

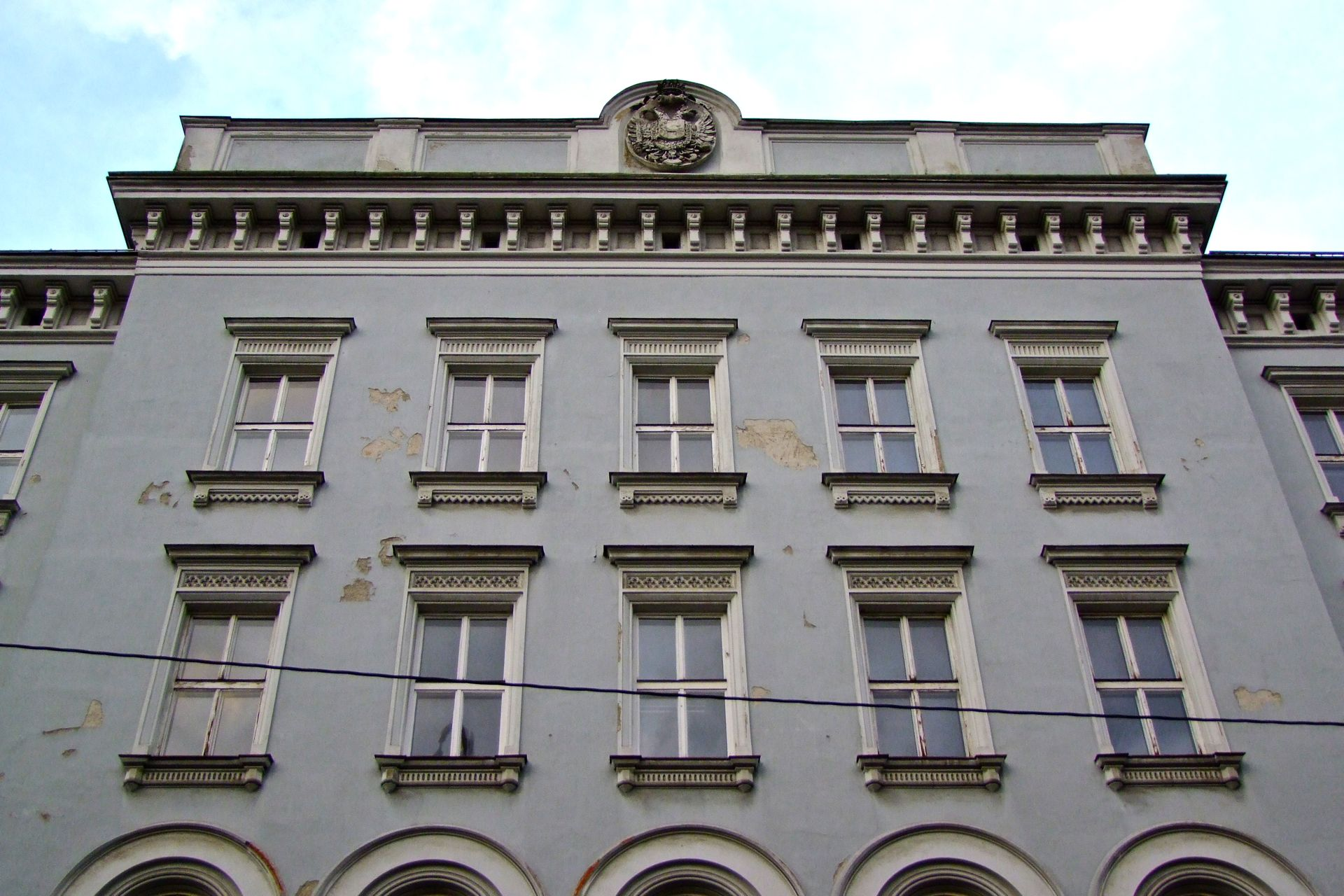
Fassade mit Doppeladler

Das ehemalige Hauptzollamt Linz steht in der Zollamtstraße in der Linzer Innenstadt. Das Bauwerk steht unter Denkmalschutz (Listeneintrag).

## Geschichte
1851 wurden bereits von der Landesbaudirektion Pläne zum Bau des Zollamtsgebäudes entworfen. Zuweilen wird der Entwurf Paul Sprenger zugeschrieben. Realisiert wurde schließlich der Bau 1858 nach Plänen von Ferdinand Kirschner.
Bis 2009 waren in dem Gebäude die Finanzlandesdirektion Oberösterreich und das Zollamt untergebracht, bis diese in den Terminal Tower beim Hauptbahnhof übersiedelten. 2013 bis 2015 wurde das ehemalige Amtsgebäude zu einem Wohn- und Bürogebäude umgebaut.

## Architektur
Architektonisch ist dieses Bauwerk ein markantes Beispiel des frühen Historismus unter Einbeziehung von romanisierenden und spätklassizistischen Formen. Auf der mit spätbiedermeierlichen Elementen gestalteten Hauptfassade befindet sich auf der Attika ein großer kaiserlicher Doppeladler als Steinrelief.